# Osleidys Menéndez
Osleidys Menéndez (Martí, provincia de Matanzas; 14 de noviembre de 1979) es una especialista en lanzamiento de jabalina cubana. Fue campeona olímpica y mundial, y llegó a conseguir el récord del mundo de la especialidad con 71,70 m, hasta que se lo arrebató su sucesora olímpica Barbora Špotáková en septiembre de 2008 con una marca de 72,28 metros.

## Historial deportivo
Es una lanzadora que destacó muy precozmente. Empezó a lanzar la jabalina a los 12 años después de demostrar buenas dotes lanzando pelotas en juegos infantiles. En 1996 ya fue campeona mundial juvenil en Sídney, con 16 años.
Con solo 17 años ya participó en los campeonatos del mundo absolutos de Atenas 1997, donde fue séptima clasificada con 63,76 m. Ese año su mejor lanzamiento fue de 66,92 m, que hizo en La Habana.
En 1998 volvió a ser campeona mundial juvenil en Annecy, donde hizo su mejor marca de año con 68,17 m, la cuarta mejor del mundo ese año. Ese mismo año fue medalla de plata en los Juegos Centroamericanos y del Caribe disputados en Maracaibo.
En 1999 fue campeona de los Juegos Panamericanos de Winnipeg, por delante de su compatriota Xiomara Rivero. Además fue cuarta en los Campeonatos del Mundo de Sevilla, quedándose a las puertas del podio.
En 2000, con solo 20 años obtuvo la medalla de bronce en los Juegos Olímpicos de Sídney, con un tiro de 66,18 m. Su mejor marca del año la había hecho en Berlín un mes antes, con 67,83 m, la segunda mejor del año.
En 2001 se convirtió en la gran dominadora mundial de esta especialidad. El 1 de julio batió en Rethymno el récord mundial de la prueba con un espectacular tiro de 71,54 m, siendo la primera mujer en superar los 70 metros desde el cambio de la normativa en 1999. Poco después, en los Campeonatos del Mundo de Edmonton, consiguió la medalla de oro con 69,53 m, casi cuatro metros más que la segunda clasificada, Mirela Manjani de Grecia.
En 2002 consiguió vencer en la Copa del Mundo de Madrid y acabó segunda del ranking mundial con 67,40 m, tras la griega Miréla Manjani (67,47 m).
Su peor año iba a ser 2003 en el que su rendimiento bajo mucho respecto a años anteriores. Ese año en los Juegos Panamericanos de Santo Domingo solo pudo ser bronce, superada por la estadounidense Kim Kreiner y la bahameña Laverne Eve. 
En los Campeonatos Mundiales de París 2003 acabó quinta con un discreto lanzamiento de 62,19 m, y su mejor marca del año fueron 63,96 m que solo le permitieron ser sexta del ranking. Esto la afectó mentalmente y hubo de trabajar duro para recuperarse. Su entrenador Dionisio Quintana, un ex lanzador cubano, la convenció de que podía volver a ser la mejor del mundo.
Su resurrección se produjo al año siguiente. En 2004 con su primer lanzamiento se proclamó campeona olímpica en los Juegos de Atenas con un gran tiro de 71,53 m, nuevo récord olímpico, y la mejor marca mundial del año. Le sacó una diferencia de seis metros a la medallista de plata Steffi Nerius de Alemania (65,82 m), la mayor ventaja en la historia de los Juegos Olímpicos.
En los Campeonatos del Mundo de Helsinki 2005 obtuvo su segundo título mundial después del de 2001, y consiguió además batir otra vez su propio récord mundial, lanzando el dardo a 71,70 m. Osleidys fue la estrella del equipo cubano de atletismo que completó en esos campeonatos una gran actuación ganando seis medallas. 
No pudo acudir al Campeonato del Mundo de Osaka 2007 por una inoportuna lesión.
Su reaparición fue durante el año 2008 logrando marcas discretas para ella.
| Predecesor: Trine Hattestad | Campeón Olímpico de lanzamiento de jabalina Atenas 2004 | Sucesor: Barbora Špotáková |